# 龙世昌
龙世昌（1928年—1952年），苗族。战斗英雄。贵州松桃人。1950年参加中国人民解放军，同年加入中国新民主主义青年团。1951年参加中国人民志愿军。1952年于上甘岭战役中牺牲，1953年被中国人民志愿军总部追记特等功，授予二级战斗英雄称号。

## 事迹
1952年10月19日，在朝鲜上甘岭战役夺取597．9高地主峰的战斗中，连续爆破美军两个地堡，为部队开辟了前进道路。当部队进至9号阵地时，又遇敌火力。他手臂和腿部负伤，再次强行破，将爆破筒塞进敌地堡，被推了出来。他立即抓起冒着白烟的爆破筒又塞进去，敌人拼命往外推，在即将爆炸的瞬间，毅然用身躯抵住爆破筒，炸毁敌堡而牺牲。
这一情节后来在电影《上甘岭》中被重现。